# 惠友遠見商辦大樓

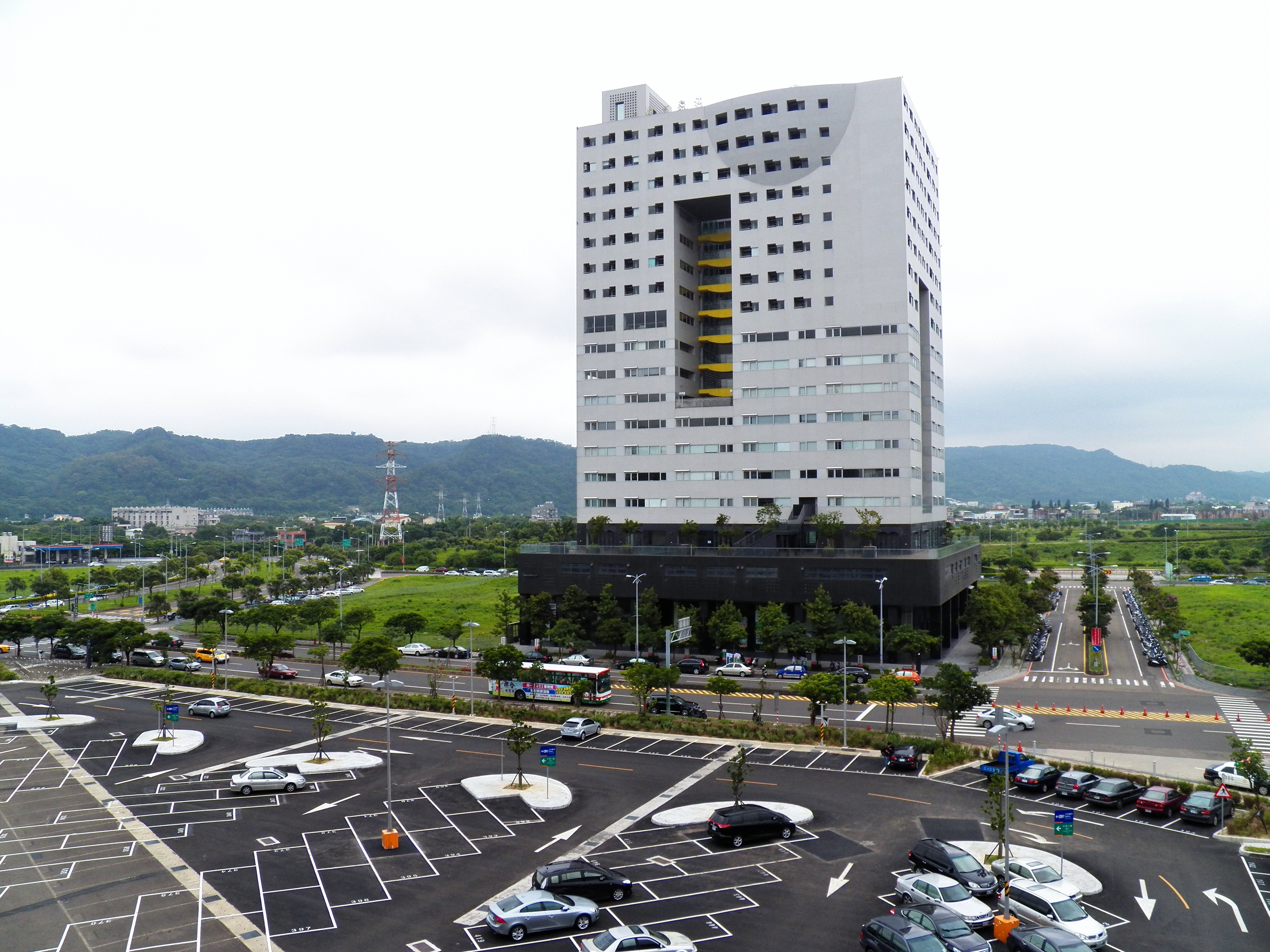
從高鐵新竹站東望惠友遠見商辦大樓。

惠友遠見商辦大樓是位於高鐵新竹站前方，緊鄰新竹生物醫學園區，由商場、餐館、辦公室、酒店式公寓所構成之綜合商辦大樓。此大樓由日本知名建築師原廣司設計，於2010年2月完工。

## 建物資料
- 地址:新竹縣竹北市高鐵七路65號
- 設計時間:2006年6月至2006年12月
- 施工時間:2007年12月至2010年2月
- 構造工法:鋼筋混凝土（RC）
- 基地面積:3688.44平方公尺
- 建築面積:1999.68平方公尺
- 總樓地板面積:30911.08平方公尺
- 層數:地下三層，地上十八層
- 高度:69.4公尺
- 主要用途:商場、餐館、辦公室、酒店式公寓
- 業主:惠友建設股份有限公司
- 建築師:原廣司+戴育澤
- 營造廠:建高營造股份有限公司

## 交通
- 台灣高鐵新竹車站3號、4號出口步行約2分鐘
- 快捷五號 湖口工業區—高鐵新竹站

## 關聯項目
- 原廣司
- 高鐵新竹站
- 商場
- 餐館
- 辦公室
- 酒店式公寓

## 外部連結
- 惠友遠見商辦大樓 （惠友建設網站）